# Союз ТМА-4
Союз ТМА-4 е пилотиран космически кораб от модификацията „Союз ТМА“, полет 8S към МКС, 114-и полет по програма „Союз“. Чрез него е доставена в орбита девета основна експедиция и е 24-ти пилотиран полет към „МКС“.

## Екипаж

### При старта

#### Основен
Девета основна експедиция на МКС
- Генадий Падалка (2) – командир
- Едуард Финки (1) – бординженер-1
- Андре Кейперс (1) – бординженер-2

#### Дублиращ
- Салижан Шарипов – командир
- Лерой Чао – бординженер-1
- Герхард Тиле – бординженер-2

### При кацането
- Генадий Падалка – командир
- Едуард Финки – бординженер-1
- Юрий Шаргин – бординженер-2

## Най-важното от мисията
Екипажът на Девета основна експедиция пристига успешно на борда на МКС. В екипажа влиза и астронавтът на ЕКА и втори холандец в космоса Андре Кейперс. Полетът на Кейперс е част от търговско споразумение между ЕКА и Федералната космическа агенция на Русия. След изпълнението на експериментите си и около 10-дневен полет на МКС, той се завръща на Земята на борда на Союз ТМА-3, заедно с екипажа на „Експедиция – 8“.
На 24 юни 2004 г. Падалка и Финки извършват първото си излизане в открития космос. То е планирано с продължителност от около 6 часа, но е прекратено след около 14 минути заради проблем в скафандъра на Финки. Второто излизане е осъществено на 30 юни. Ремонтиран е единият жироскоп за ориентация на станцията, монтирани са парапети по външната повърхност на станцията.
На 25 май стартира и два дни по-късно се скачва със станцията товарният космически кораб „Прогрес М-49“. На борда на МКС се доставят храна, вода, кислород и научно оборудване.
На 3 август е извършено третото излизане в космоса. Заменени са няколко проби от външната експозиция и е инсталирано комуникационно оборудване, необходимо за скачването на новия снабдителен кораб на ЕКА, което се предвижда за 2005 г. След около 2 месеца съвместен полет „Прогрес М-49“ е откачен на 30 юли, за да освободи място за следващия товарен кораб „Прогрес М-50“. Последният се скачва на 14 август с МКС и остава там до 22 декември. На 3 септември екипажът извършва четвъртото си последно излизане в открития космос за монтаж на три антени на модула Заря, няколко защитни елемента на парапетите, монтирани по-рано и инсталиране на сензор за контрол на налягането в модула Пирс.

### Космически разходки
| № | Участници                    | Начало                     | Край                       | Продължителност    |
| - | ---------------------------- | -------------------------- | -------------------------- | ------------------ |
| 1 | Генадий Падалка Едуард Финки | 24 юни 2004 21:57 UTC      | 24 юни 2004 22:10 UTC      | 13 минути          |
| 2 | Генадий Падалка Едуард Финки | 30 юни 2004 21:19 UTC      | 1 юли 2004 02:59 UTC       | 5 часа и 40 минути |
| 3 | Генадий Падалка Едуард Финки | 3 август 2004 06:58 UTC    | 3 август 2004 11:28 UTC    | 4 часа и 30 минути |
| 4 | Генадий Падалка Едуард Финки | 3 септември 2004 16:43 UTC | 3 септември 2004 22:04 UTC | 5 часа и 21 минути |

На 14 октомври е изстрелян, а на 16 октомври се скачва с МКС космическия кораб Союз ТМА-5. След около осемдневен съвместен полет, екипажът на „Експедиция-9“ се завръща успешно на Земята на 24 октомври на борда на „Союз ТМА-4“.
- Стартът на „Союз ТМА-4“